# Елизаров, Алексей Константинович
Алексей Константинович Елизаров (16 февраля 1916, Ермольцино, Ярославская губерния — 13 марта 1988, Киев) — украинский советский организатор кинопроизводства.

## Биография
Родился 16 февраля 1916 года в деревне Ермольцино в семье крестьянина.
Участник Великой Отечественной войны. До 1948 года служил в органах государственной безопасности, затем находился на административной работе в Киевском государственном университете им. Т. Г. Шевченко.
Творческую деятельность начал в 1942 году. Был режиссёром и сценаристом Киевской киностудии учебных фильмов, директором студий «Укртелефильм» и «Укррекламфильм».
Поставил около 14 учебных фильмов («В родном доме», «Курс на автоматизацию», «Дорогами Тараса», «За верным компасом», «Страницы ленинского плана» и т. д.). Автор ряда пьес, сценариев хроникально-документальных и научно-популярных кинокартин. Среди них — «Атом помогает нам» (в соавторстве), был удостоен Ломоносовской премии.
Награждён орденом Красной Звезды, медалями. Был членом Союза кинематографистов Украины.